# Urosz II Wukanowicz
Urosz II – wielki żupan Raszki w latach 1131–1150, a następnie od ok. 1153 do 1155 roku i po raz trzeci po kilkuletniej przerwie do 1161 roku. Syn Urosz I.

## Życie

### I panowanie
Urosz II był najstarszym synem wielkiego żupana Raszki Urosza I. W 1131 roku objął rządy nad Raszką po śmierci ojca. Niewiele wiadomo o wczesnych latach jego panowania. Około 1130 roku jego siostra Helena wyszła za mąż za syna księcia węgierskiego Almosa, Belę zwanego Ślepym. W 1131 roku Bela objął tron po śmierci swego kuzyna Stefana II. Wraz z Heleną na dwór nowego króla Węgier przybył wówczas młodszy brat Urosza II, Belosz. W okresie panowania Beli II (1131-1141) stał się on jednym z głównych doradców ślepego króla, a po jego śmierci w 1141 roku objął wraz z królową wdową regencję w imieniu małoletniego syna Gejzy II. W 1145 roku Belosz został ogłoszony palatynem Węgier (comes palatinus). W ten sposób Urosz II zyskał na północy silnego i lojalnego sojusznika. 
W 1147 roku Normanowie włoscy Rogera II zdobyli bizantyńskie Korfu, Korynt i Teby. Cesarz bizantyński Manuel I Komnen wyparł ich w 1149 roku przy pomocy Wenecjan z Korfu i podjął przygotowania do najazdu na Italię. W tej sytuacji Normanowie zwrócili się do Belosza i Urosza II. Korzystając z zaangażowania Manuela na zachodzie Urosz II wraz z młodszym bratem Desą zaatakowali Zetę, zajmując 2/3 jej terytorium. Władca Zety, knez Radosław Gradišnić zbiegł do Kotoru. W jego ręku pozostały tylko miasta na wybrzeżu. Jako księcia Zety Urosz II osadził wówczas swego brata Desę. Zagrożony przez Raszkan Radosław, zwrócił się o pomoc do Bizancjum i otrzymał posiłki z Dracza. Jednocześnie Belosz posłał braciom na pomoc oddziały węgierskie. W tej sytuacji Manuel II zrezygnował z wyprawy przeciw Normanom i zgromadzone w Avlonie wojska skierował przeciw Raszce. W krótkim czasie cała Zeta i Raszka z wyjątkiem Rasu znalazły się w ręku bizantyńskim. Urosz II schronił się w górach skąd starał się nękać Bizantyńczyków wypadami. W następnym roku Belosz wyruszył przeciw Bizantyńczykom na czele wojsk węgierskich. Połączone siły węgiersko-raszkańskie poniosły jednak druzgoczącą klęskę nad rzeką Tarą.

### II i III panowanie
Pokonany przez Bizantyńczyków Urosz II wysłał poselstwo do cesarza Manuela I przysięgając lojalność Bizancjum, niedługo potem został jednak pozbawiony władzy przez zwolenników niezależności Raszki opartej na przymierzu z Węgrami. Nowym władcą Raszki został brat Urosza II, Desa. Okoliczności zachodzących wówczas wydarzeń nie są jasne. Wedle części uczonych to Manuel I osadził na tronie raszkańskim Desę, pozbawiając władzy Urosza II, mimo jego próśb o łaskę i pozostawienie go w Raszce jako wielkiego żupana. Około 1153 roku Urosz II został ponownie przywrócony do władzy przez Bizancjum. Jednak już w dwa lata później opozycja przeciw niemu ponownie zmusiła go do ucieczki. Władcą Raszki znowu został wówczas Desa. Wkrótce potem Bizantyńczycy interweniowali po raz kolejny, osadzając na tronie wielkożupańskim Urosza II, w zamian za odnowienie sojuszu z Bizancjum i wyrzeczenie się wszystkich związków z Węgrami. Daty tej interwencji nie sposób określić. Przywrócony na tron po raz trzeci Urosz II utrzymał się u władzy do 1161 roku.
Okoliczności ostatecznej utraty władzy przez Urosza II nie są jasne. Jan Kinnamos notuje w swej kronice, że Bizantyńczycy pozbawili władzy nad Raszką Primislava (Przemysława), a na tronie wielkożupańskim osadzili Belosza. Z toku narracji wynika, że musiało to nastąpić przed 1163 rokiem. Historycy przyjmują, że nastąpiło w 1161 roku, nie są jednak zgodni, co do użytego przez Kinnamosa imienia. Część z nich uważa, że jest to drugie imię Urosza II i że to o nim mówi Kinnamos, część sądzi, że ukrywa się pod nim czwarty syn Urosza I. Jeśli przyjąć pierwszą z koncepcji Urosz II utraciłby władzę w wyniku interwencji Bizantyńczyków, którzy zastąpili sprawiającego kłopoty władcę, powolnym ich żądaniom Beloszem. Jest jednak możliwe, że Belosz sam zdobył władzę nad Raszką przy pomocy wojsk węgierskich, wycofując się przed stronnikami, walczącego o tron Stefana IV, a nawet, że to on pozbawił władzy brata, zbyt silnie związanego z Bizancjum. Po utracie władzy nad Raszką Urosz II zbiegł na Węgry.